# Konstantynów (powiat rawski)
Konstantynów – wieś w Polsce położona w województwie łódzkim, w powiecie rawskim, w gminie Biała Rawska. Jest to wieś typu ulicówka, która charakteryzuje się zwartą zabudową po obu stronach drogi. Konstantynów graniczy z wsiami: Szczuki i Gośliny. Najbliższe miasto Biała Rawska leży w odległości około 8 km.
W latach 1975–1998 miejscowość należała administracyjnie do województwa skierniewickiego.